# Raisting
Raisting település Németországban, azon belül Bajorországban. Lakosainak száma 2358 fő (2023. december 31.). Raisting Pähl, Wielenbach, Weilheim in Oberbayern, Wessobrunn és Dießen am Ammersee községekkel határos.

## Népesség
A település népessége az elmúlt években az alábbi módon változott:
| Lakosok száma | 621  | 1235 | 1391 | 1541 | 2194 | 2229 | 2314 | 2299 | 2316 | 2358 |
|               | 1875 | 1950 | 1975 | 1987 | 2012 | 2014 | 2016 | 2017 | 2021 | 2023 |